# 나기촌
나기촌(那岐村)은 1889년 - 1935년까지 돗토리현 지즈군・야즈군에 있던 촌이다. 

## 역사
- 1889년 10월 1일 - 정촌제 시행에 의해 지즈군 나기촌이 성립하였다.
- 1896년 4월 1일 - 군제 시행에 의해 야즈군이 성립하여, 동일 지즈군은 폐지되었다.
- 1935년 2월 20일 - 지즈정, 야마가타촌, 하지촌과 신설합병해 새로운 지즈정이 성립하여, 동일 나기촌은 폐지되었다

## 인구
1921년의 호수 336, 인구 2133. 1929년 간행된 『시정촌치적록』에 따르면 호수 335, 인구 2026

## 참고문헌
- 大日本篤農家名鑑編纂所 編『大日本篤農家名鑑 第2冊 明治43年8月』大日本篤農家名鑑編纂所、1910年。
- 日本自治協会 編『市町村治績録』日本自治協会、1929年。
- 東京日々通信社 編『自治産業発達史』東京日日通信社、1931年。
- 人事通信社 編『国勢人物選集 1』人事通信社、1939年。
- 人事興信所 編『人事興信録 第12版 上』人事興信所、1940年。
- 『角川日本地名大辞典 31 鳥取県』。
- 旧高旧領取調帳データベース